# 托尔斯滕·约翰松
托尔斯滕·约翰松（瑞典語：Torsten Johansson，1906年1月17日—1989年1月8日），瑞典男子足球运动员，司职中场。他曾代表瑞典国奥队参加1936年夏季奥林匹克运动会足球比赛，获得第九名。